# Коперницијум
Коперницијум (Cn) прелазни је метал из 12. групе периодног система елемената са атомским бројем 112. Међународна унија за чисту и примењену хемију (IUPAC) дала је 19. фебруара 2010. године, у част астронома Николе Коперника, званично име елементу раније системски званом унунбијум (Uub).
То је екстремно радиоактивни елемент који се може синтетизовати искључиво у лабораторији. Најстабилнији, до данас откривени, изотоп коперницијума 285Cn има време полураспада од око 29 секунди, мада је пронађен и један његов нуклеарни изомер који има доста дуже време полураспада од 8,9 минута. Први пут је синтетисан 1996. године у Центру за истраживање тешких иона ГСИ Хелмхолц у близини немачког града Дармштата. Добио је име по Николи Копернику, астроному и математичару из доба ренесансе.
У периодном систему елемената, коперницијум се налази у d-блоку трансактинидних елемената. Током његових реакција са златом, доказано је да је изразито нестабилан метал и елемент који спада у 12. групу, у тој мери да је вероватно да је у гасовитом стању при нормалним условима температуре и притиска. Израчуни показују да се неколико особина коперницијума разликује од особина његових лакших хомолога из 12. групе: цинка, кадмијума и живе; а разлоге треба тражити у релативистичким ефектима, при чему он отпушта своје ''6d електроне уместо  електрона. Такође, израчуни показују да би овај елемент имао оксидационо стање +4, док такво стање жива има у само једном једињењу, чије постојање је такође упитно, док цинк и кадмијум уопће не показују то оксидационо стање. Предвиђа се и да би се коперницијум много теже могао оксидовати из свог неутралног стања у односу на друге елементе 12. групе.

## Историја
Коперницијум је први пут синтетисан 9. фебруара 1996. године на ГСИ институту за истраживање тешких јона у Дармштату, Немачка, а синтезу је начинио тим научника предвођен Сигурдом Хофманом и Виктором Ниновим. Елемент је направљен тако што су научници у убрзивачу (акцелератору) тешких јона „испаљивали” екстремно брза атомска језгра изотопа цинка-70 на мету сачињену од језгара атома олова-208. На тај начин добијен је само један атом коперницијума са масеним бројем 277. Наводно је добијен и други атом, али се касније испоставило да је те податке фалсификовао Нинов.
208
82 + 70
30 → 278
112Cn* → 277
112 + 1
0
У мају 2000. научници при ГСИ институту успешно су поновили експеримент, при чему су успели да синтетишу још један атом коперницијума-277. Ову реакцију су поновили и научници на јапанском институту RIKEN 2004. и 2013. године у склопу пројекта „потраге за супертешким елементима користећи сепаратор испуњен гасом на бази повратне спреге” када су синтетисали још три атома овог елемента и тиме потврдили податке о његовом распаду које је објавио ГСИ тим.

### Етимологија
Према Мендељејевљевој номенклатури за неименоване и неоткривене елементе, коперницијум се требао звати ека-жива. IUPAC је 1979. године објавио препоруке према којим се овај елемент требао називати унунбијум (са одговарајућим симболом Uub), што представља систематско и привремено име за елемент, све док се он не открије (и његово откриће не потврди), након чега се доноси одлука о трајном називу. Иако су такав систем назива заиста користиле заједнице хемичара, научника на свим нивоима, од школа до напредних приручника, постоји велики број научника који су игнорисали такве препоруке, па су овај елемент звали елемент 112 и означавали га симболима Е112, (112) или чак само 112. Након што је откриће елемента 112 потврђено, IUPAC је затражио од ГСИ института предлог за трајно име елемента 112. Они су 14. јула 2009. предложили назив коперницијум са симболом Cp по презимену средњовековног астронома и математичара Николе Коперника, како су навели „у част врхунског научника, који је променио наш поглед на свет”. Након шестомесечног разматрања, IUPAC није прихватио предложени симбол Cp, јер се до 1950-их тај симбол користио за касиопеијум, елемент који је данас познат као лутецијум (Lu). Из тог разлога, IUPAC је одбио кориштење симбола Cp, те је од ГСИ тима захтевао да се уместо тога користи симбол Cn као алтернатива. На 537. годишњицу рођења Николе Коперника, 19. фебруара 2010. IUPAC је званично објавио предложени назив и симбол елемента 112.

## Особине

### Хемијске
Коперницијум је десети и посљедњи члан 6d серије и најтежи члан 12. групе хемијских елемената у периодном систему, испод цинка, кадмијума и живе. Предвиђа се да би се његове особине могле значајно разликовати од особина лакших елемената из 12. групе. Валентне s-подљуске елемената 12. групе и елемената из 7. периоде, према очекивањима научника, могле би бити релативистички скраћене, а та појава би се изузетно снажно могла испољити управо код овог елемента. Та претпоставка као и конфигурација затворених љусака коперницијума вероватно би резултирала тиме да би он био готово племенити метал. Његове металне везе би такође требале бити веома слабе, могуће да би због њих он могао бити екстремно нестабилан, попут племенитих гасова и могуће је да би био и у гасовитом стању при собној температури. Ипак, он би требао бити у могућности градити међуметалне везе са бакром, паладијумом, платином, сребром и златом; а предвиђа се да би ове везе могле бити само око 15–20  слабије него аналогне везе са живом.

### Физичке
Коперницијум би требао бити веома тешки метал густине од приближно 23,7 3 у чврстом стању; поређења ради, најгушћи познати елемент чија густина је поуздано измерена је осмијум, чија густина износи „само” 22,59 3. Овако велика густина резултат је велике атомске тежине коперницијума, контракције лантаноида и актиноида те релативистичких ефеката, међутим да би се густина могла измерити било би потребно произвести довољну количину овог елемента што је непрактично, а уз то би се узорак врло брзо распао. Ипак, неке калкулације предвиђају да би коперницијум могао бити и гасовит при собној температури, што би у том случају био први гасовити метал у периодном систему (други би могао бити флеровијум, ека-олово), а разлоге би требало тражити у затвореним љускама у електронским конфигурацијама коперницијума и флеровијума. Очекује се да би атомски радијус коперницијума могао износити око 147 . Због релативистичке стабилизације  орбитале и дестабилизације  орбитале, за јоне Cn+ и 2+ се предвиђа да би могли отпуштати 6d уместо  електрона, што је супротно понашању његових лакших хомолога.
Поред релативистичких контракција и везивања 7s подљуске, за 6d5/2 орбиталу се очекује да би могла бити дестабилизована због спин-орбиталне интеракције, чинећи је да се понаша на сличан начин као 7s орбитала у аспектима величине, облика и енергије. Прорачуни начињени 2007. године наводе да би се коперницијум могао понашати као полупроводник са енергијским процепом између врпци од око 0,2 , те да би се кристализовао у хексагоналној густо пакованој кристалној структури. Ипак, накнадни прорачуни из 2017. и 2018. сугеришу да би коперницијум можда могао бити и племенити метал при стандардним условима са просторно центрираном кубном кристалном структуром, те према томе не би могао имати процеп између врпци, попут живе, мада се за густину стања на Фермијевом нивоу очекује да буде мања код коперницијума него код живе. Попут живе, радона и флеровијума, али за разлику од оганесона (ека-радона), прорачуни показују да коперницијум не би требао да има афинитет према електрону.